# Štip
Štip (Штип) er en by i den østlige del af Makedonien. Den ligger 86 km fra hovedstaden Skopje og 40 km fra byen Veles. Byen ligger 300 meter over havets overflade og er blandt de ældste i Makedonien. Den dækker et område på 810 km².
Štip nævnes første gang i det 1. århundrede i tiden under den romerske hersker Tiberius (år 14-37) som Peonisk (Peonia) by under navnet Astibo. Efter delingen af Romerriget tilfaldt Štip den østlige del af riget i Byzans under navnet Estipion.
Med ankomsten af slaverne sidst i det 6. århundrede og starten af det 7. århundrede bosatte den slaviske stamme Sagudati sig i Bregalnička-dalen. Byen blev en del af den tidlige makedonske stat under Tsar Samoil og til dennes nederlag (969-1018). Derefter blev byen erobret af Byzans i starten af det 13. århundrede; siden af bulgarerne, og efter slaget ved Velebuz blev den erobret af den serbiske konge Stefan Dečanski. Endelig, i året 1382, faldt byen under tyrkerne, som døbte den Istip. 
Štip indeholder mange kulturelle monumenter fra de forskellige perioder, som alle vidner om byens historie. 